# Roberto Cabral
Pour les articles homonymes, voir Cabral.
Roberto Cecilio Raul Cabral, né le 18 juin 1952 à Cordoba (Argentine), est un footballeur argentin. Il était attaquant.

## Biographie
Roberto Cabral joue notamment au K Beerschot VAV de 1975 à 1978 et au Lille OSC de 1978 à 1981. 
Il occupe par la suite diverses fonctions au LOSC, notamment celle d'entraîneur des moins de 18 ans régionaux en 2005-2006, entraîneur des attaquants en 2006-2007, et entraîneur des moins de 13 ans en 2007-2008. Lors de la saison 2008-2009, il est toujours chargé de l'entraînement des attaquants et s'occupe également des 15 ans régionaux.
Il est entraîneur du Soissons Football Club à la fin des années 90. Il fait monter le club en Promotion d'honneur ligue.
Il a également été préparateur physique auprès des moins de 18 ans au club de l'Olympique Saint-Quentinois (O.S.Q.) lors de la saison 2000-2001.